# هونان‌دد
هونان‌دد (نام علمی: Honanotherium schlosseri) نام یک گونه از تیره زرافگان است.